# IF Troja-Ljungby
IF Troja-Ljungby – szwedzki klub hokeja na lodzie z siedzibą w Ljungby.